# Vauxhall Victor
La Victor è un'autovettura prodotta dalla casa britannica Vauxhall in varie serie dal 1957 al 1978.

## Il contesto
La Victor fu un modello di medie dimensioni pensato per le famiglie che venne assemblato nel Regno Unito ed in Australia dalla Vauxhall. Il modello venne prodotto con il nome "Victor" dal 1957 al 1976, mentre dopo tale periodo fu commercializzato come "VX". La VX restò in produzione fino al 1978, quando fu sostituita dalla Carlton, che era un modello basato sulla Opel Rekord D. La Victor sostituì invece la Wyvern. La Victor, verso la fine del periodo produttivo, venne ingrandita notevolmente, collocandosi in una fascia di mercato superiore. L'ultima serie della Victor, la FE, fu anche prodotta sotto licenza dalla Hindustan Motors in India negli anni ottanta e novanta. Questo modello indiano aveva installato un motore Isuzu.
La Victor fu anche venduta negli Stati Uniti (attraverso i concessionari Pontiac), in Canada, Australia, Nuova Zelanda, Sudafrica, Ceylon, India, Pakistan Malaysia, Thailandia e Singapore.
In Canada la Victor fu commercializzata sia come "Victor" (dove veniva venduta tramite i concessionari Pontiac e Buick) sia come "Envoy" (dove era distribuita grazie ai concessionari Chevrolet e Oldsmobile). Con la Victor, fu introdotto il primo modello Vauxhall versione familiare interamente progettato nel Regno Unito.

## La Victor F (1957–1961)

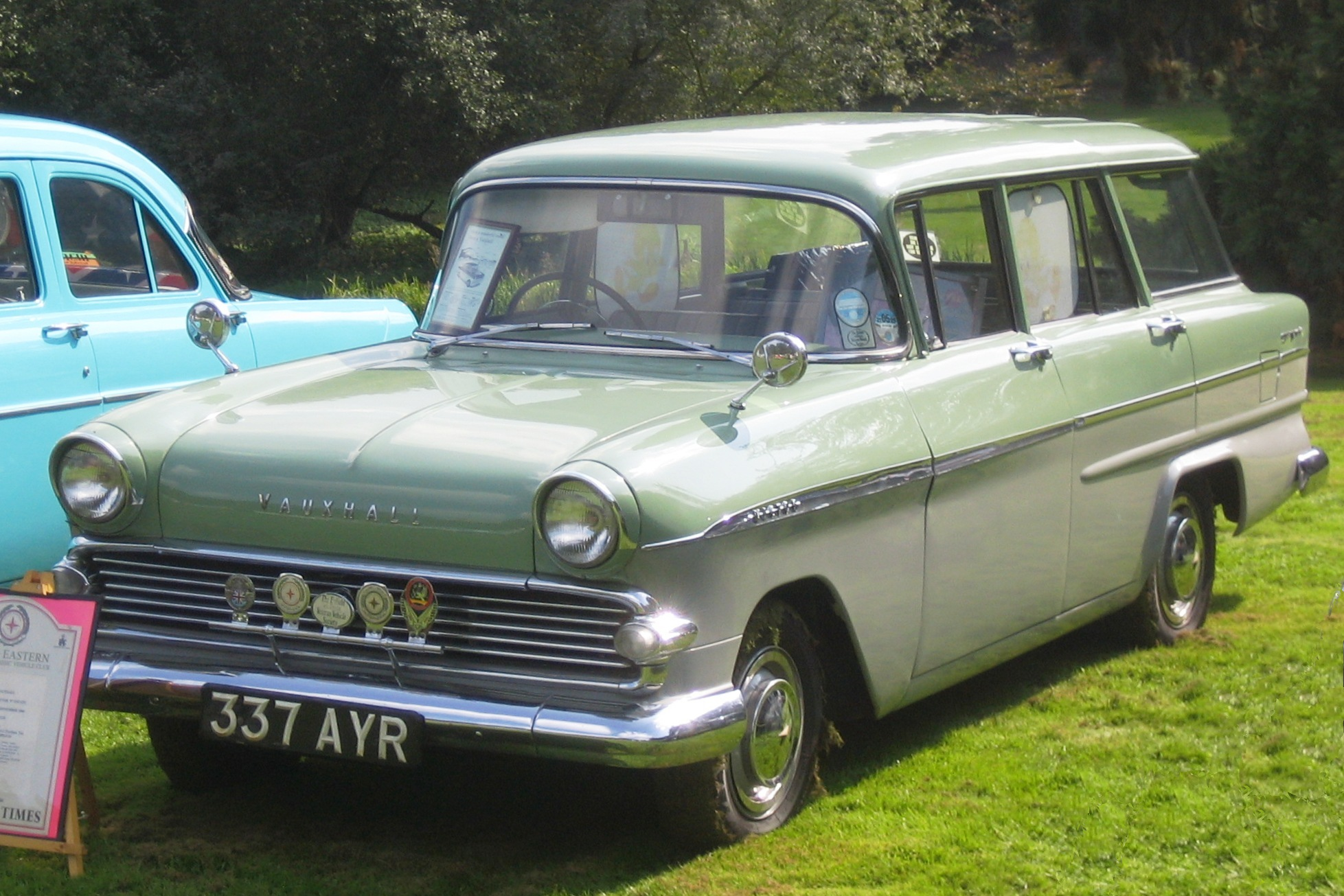
Una Vauxhall Victor FA versione familiare

La prima serie di Victor è stata presentata il 28 febbraio 1957. Il modello aveva una costruzione a monoscocca e presentava una vasta superficie vetrata. Il corpo vettura derivava, perlomeno all'inizio, da quello della Chevrolet Belair del 1957. Anteriormente erano installati dei sedili a divanetto, e gli interni erano bicolore. L'allestimento "Super" prevedeva delle cromature applicate su varie parti della carrozzeria. Il modello era equipaggiato con un volante a due razze, due parasole ed aveva installato dei braccioli sulle portiere. Nel 1958 fu introdotta la versione familiare.
Il motore disponibile era solo uno, vale a dire un quattro cilindri in linea a valvole in testa da 1,5 L di cilindrata che erogava 55 CV di potenza a 4.200 giri al minuto ed aveva installato un carburatore Zenith. Esso guadagnò però una fama di motore poco affidabile. Questi furono gli anni in cui la Vauxhall modificò i propri motori per poter permettere l'utilizzo di benzina ad alto numero di ottano
La Victor era dotata di un cambio manuale a tre rapporti sincronizzati che era comandato da una leva montata sul piantone dello sterzo. Le sospensioni anteriori erano indipendenti e comprendevano molle elicoidali, mentre quelle posteriori prevedevano un assale rigido, delle balestre ed una barra antirollio. Lo sterzo era a ricircolo di sfere. I freni erano idraulici a tamburo sulle quattro ruote.
La rivista specializzata The Motor provò una Victor Super berlina nel 1957. Venne registrata una velocità massima di 119,7 km/h ed un'accelerazione da 0 a 97 km/h di 28,1 secondi. Il consumo di carburante fu di 9,11 L/100 km. Il modello utilizzato nel test costava 758 sterline incluse le tasse. La versione familiare costava invece 931 sterline.
Nel 1959 la Victor fu aggiornata. Fu lanciata quindi una seconda serie, che era caratterizzata da una nuova linea non più simile a quella della Chevrolet Belair. Durante il periodo in cui fu in produzione, emersero problemi di arrugginimento della carrozzeria.

## La Victor FB e VX4/90 (1961–1964)

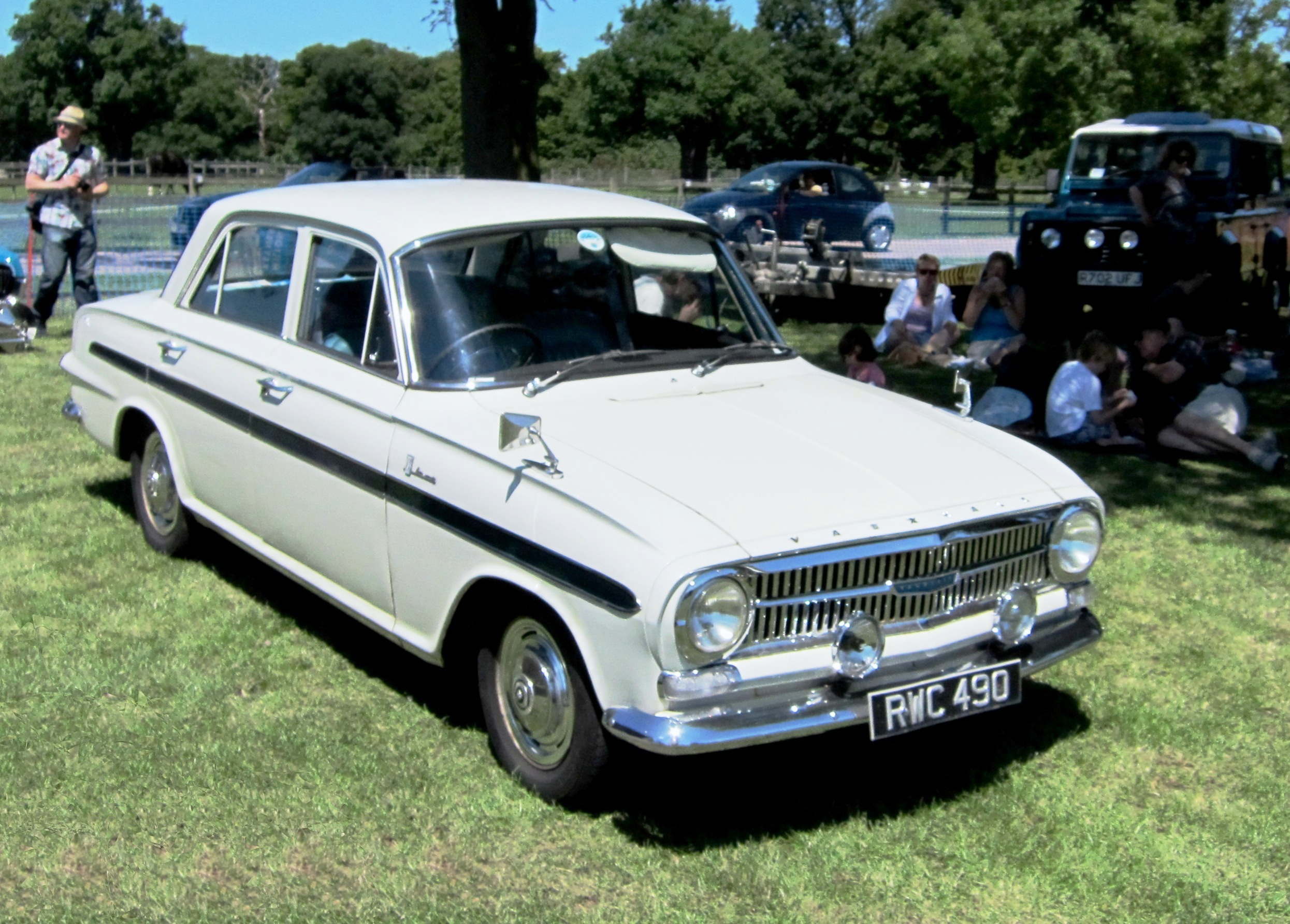
Una Victor VX4/90

Nel 1961 fu lanciata la nuova generazione, la FB, il cui sviluppo tenne conto dei problemi di arrugginimento della serie precedente. Il primo anno di produzione fu anche esportata negli Stati Uniti. L'esportazione in questo mercato cessò quasi subito quando la Pontiac, l'Oldsmobile e la Buick introdussero propri modelli compact. L'esportazione verso altri mercati però continuò. Per questo motivo, la Victor FB raggiunse nel 1964, quando fu tolta dal mercato, solo i 328.640 esemplari prodotti. Il corpo vettura di questa nuova generazione del modello non subì l'influenza delle vetture statunitensi contemporanee.
Da un punto di vista meccanico, la novità più importante fu l'introduzione di un cambio manuale a quattro rapporti sincronizzati con leva montata sul pavimento. Questo cambio fu però opzionale. Come trasmissione standard, infatti, fu ancora offerto il cambio della serie precedente. All'inizio fu ancora offerto, come unico motore, il propulsore della generazione precedente, che fu però rivisto con l'aumento del rapporto di compressione e l'installazione di nuovi collettori. La potenza erogata salì a 49,5 CV. Nel settembre 1963 la cilindrata del motore salì da 1.508 cm³ a 1.594 cm³. L'aumento della cilindrata coincise con l'incremento del rapporto di compressione, che passò da 8,1:1 a 8,5:1. Ciò fu dettato dall'ulteriore incremento del numero di ottano delle benzine, che arrivò a 97. Il 1963 fu l'anno in cui vennero introdotte come opzioni delle ruote più grandi ed i freni a disco anteriori. Con l'installazione di un motore più grande, fu anche rivisto il frontale. Erano disponibili diverse opzioni per gli interni. Tra gli optional, erano offerti anche l'impianto di riscaldamento, i fendinebbia, l'autoradio, i lavacristalli, le luci di retromarcia e le cinture di sicurezza.
La rivista specializzata The Motor provò una Victor Super con motore da 1.508 cm³ nel 1961. Venne registrata una velocità massima di 122,6 km/h ed un'accelerazione da 0 a 97 km/h di 22,6 secondi. Il consumo di carburante fu di 8,77 L/100 km. Il modello utilizzato nel test costava 798 sterline incluse le tasse.
Di questa serie di Victor è stata anche disponibile una versione sportiva, la VX4/90. Essa aveva in dotazione un carburatore doppio corpo ed un più alto rapporto di compressione, che causavano l'aumento della potenza a 71 CV, oltre che il servofreno. Esteriormente, la versione VX4/90 si differenziava dalla Victor FB standard per la presenza di strisce colorate sulle fiancate, di una calandra differente e di fanali posteriori più grandi. La VX4/90 era disponibile solo in versione berlina quattro porte.

## La Victor FC e VX4/90 (1964–1967)

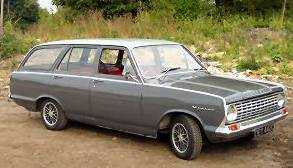
Una Vauxhall Victor FC familiare

La Victor FC è stata la prima Vauxhall ad utilizzare i finestrini laterali in vetro curvato. Questa tecnica costruttiva fornì un ampio spazio interno, in particolar modo nelle versioni familiari, che erano infatti note all'epoca per la spaziosità dell'abitacolo. Nonostante questo, il pubblico non apprezzò molto la nuova serie, dato che preferiva lo stile della Victor FB. Come risposta, la Vauxhall applicò al nome della Victor FC la sigla "101" per rimarcare le 101 novità che vennero introdotte sulla nuova serie. Era possibile avere sia i sedili anteriori a divanetto che singoli. Di conseguenza, al cambio manuale a tre rapporti con leva montata sul piantone dello sterzo, era aggiunta l'opzionale trasmissione manuale a quattro rapporti con leva installata sul pavimento. Tra le opzioni, era anche disponibile un cambio automatico Powerglide a due rapporti. Di derivazione statunitense fu anche l'opzionale autoradio montata in blocco al cruscotto. Un'altra caratteristica di questo tipo fu l'installazione degli indicatori di direzione laterali nel paraurti, caratteristica che poi venne utilizzata anche sulle Audi 100 e che era comune sulle auto statunitensi. Il disegno dei paraurti fu, per la prima volta su un modello britannico, incorporato in quello del corpo vettura. La calandra a tutta larghezza derivava poi da quella della Lincoln Continental.

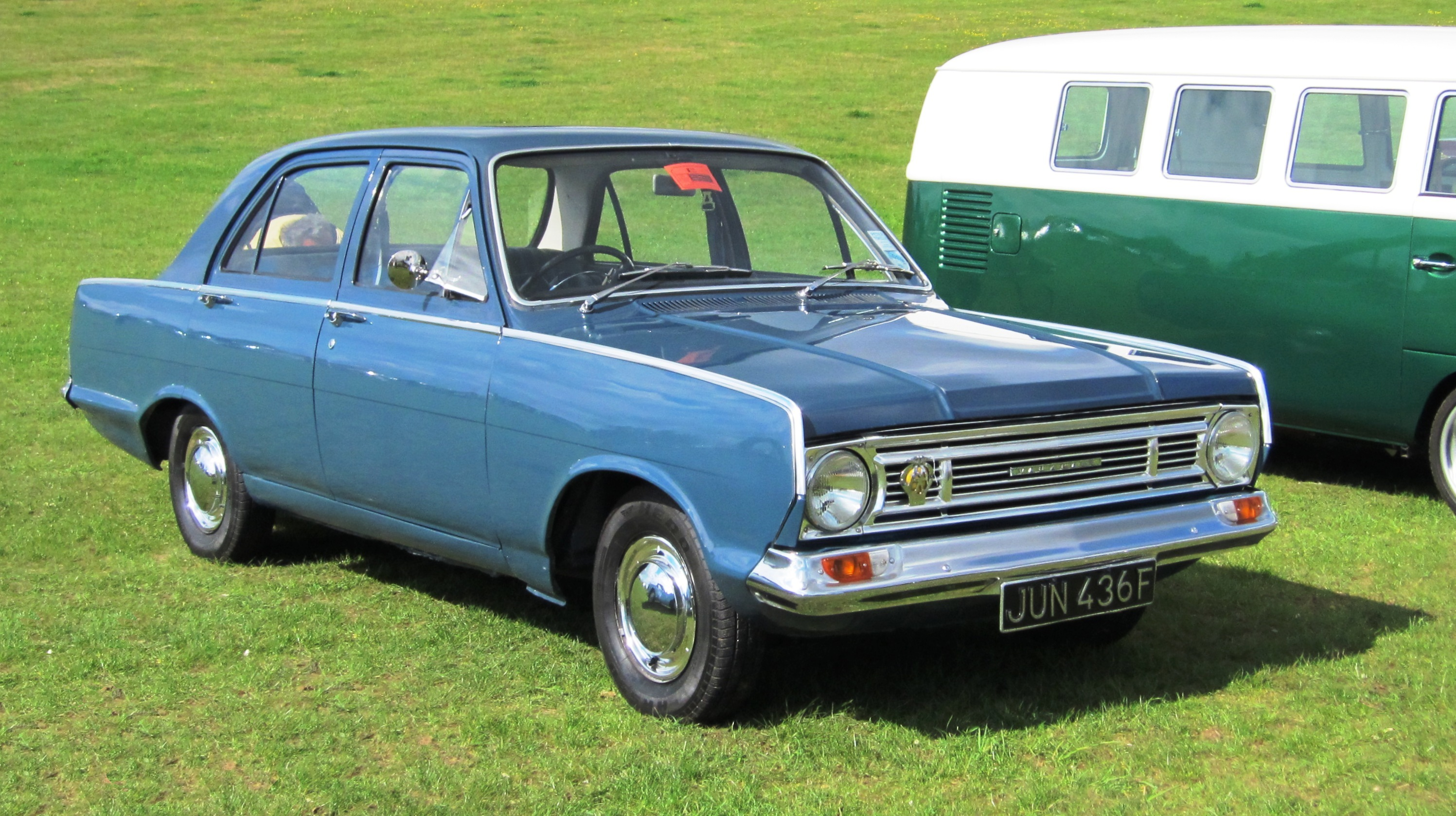
Una Vauxhall Victor FC del 1967

La FC fu l'ultima Victor ad aver installato un motore a valvole in testa. L'unico propulsore disponibile fu quello da 1.594 cm³ già installato sulla serie precedente. Derivata dalla FC fu la VX 4/90 (pronunciato VX four-ninety), che era una versione sportiva simile alla versione omonima della serie precedente. La VX4/90 aveva in dotazione una testata in lega, un più alto rapporto di compressione, due carburatori doppio corpo Zenith 34IV, sospensioni più robuste e degli strumenti opzionali. Inoltre, la VX4/90 aveva in dotazione, tra le opzioni, un differenziale a scorrimento limitato, ma fu poco richiesto. La VX4/90 fu però oscurata dalla Ford Cortina GT, che era celebrata per le ottime prestazioni nei rally. La Victor FC regolare e la VX4/90 avevano un peso differente. La prima infatti pesava 995 kg, mentre la seconda 1.023 kg.
La rivista specializzata Autocar provò una Victor 101 Deluxe nel maggio del 1967. L'esemplare montava un cambio manuale a quattro rapporti ed un motore 1.595 cm³. Furono registrate una potenza di 66 CV ed una velocità di 130 km/h. Quest'ultima era in linea con le velocità massime della Austin A60 Cambridge e della Ford Cortina 1600 de luxe, che furono provate dalla stessa rivista poco prima del test della Victor. Durante la prova venne registrata un'accelerazione da 0 a 97 km/h di 20,4 secondi, che era una prestazione leggermente superiore rispetto a quella della Cambridge, ma leggermente inferiore a quella della Cortina. Il consumo di carburante registrato fu di 10,9 L/100 km.
Nel 1967 questa serie di Victor fu aggiornata.

## La Victor FD e VX4/90 (1967–1972)

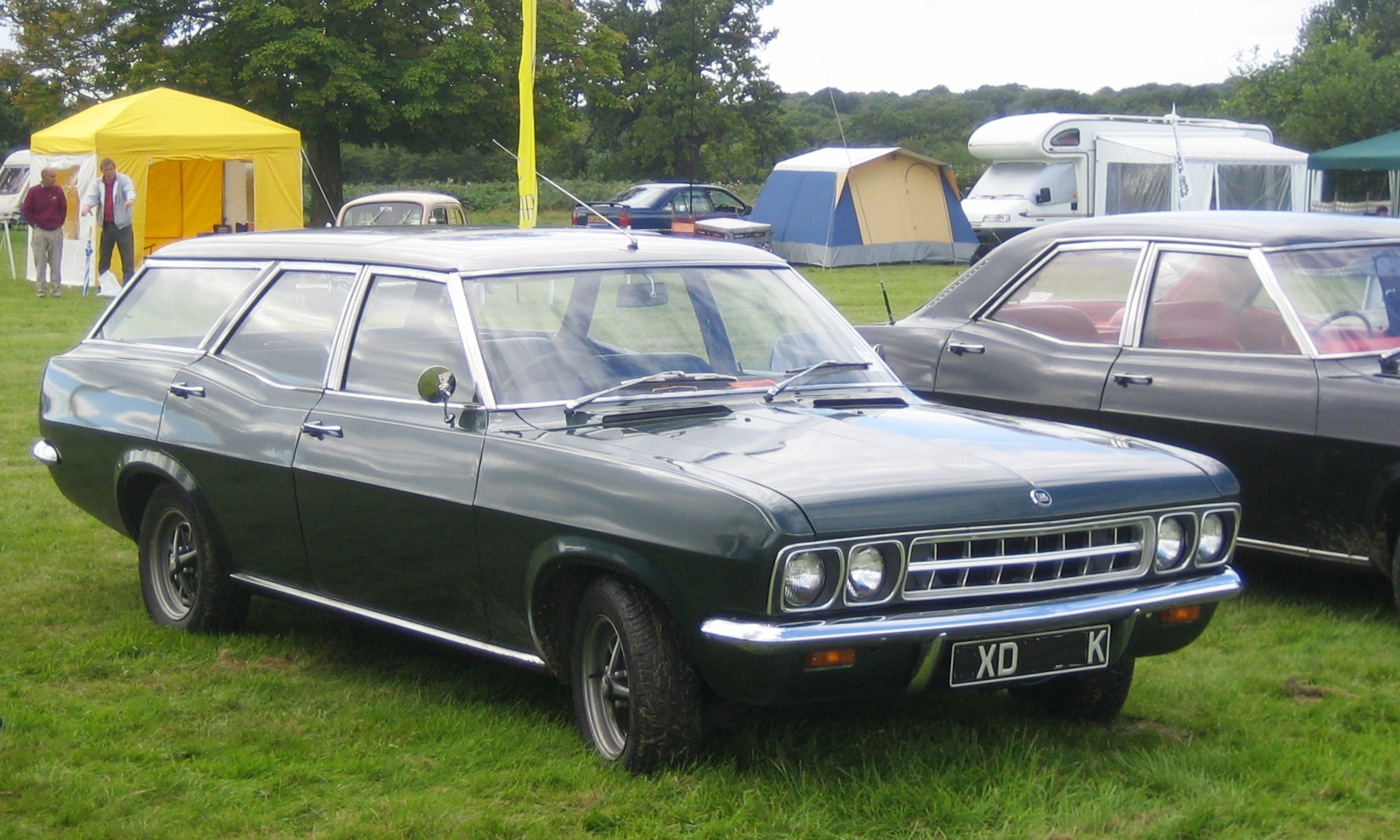
Una Vauxhall Victor FD familiare

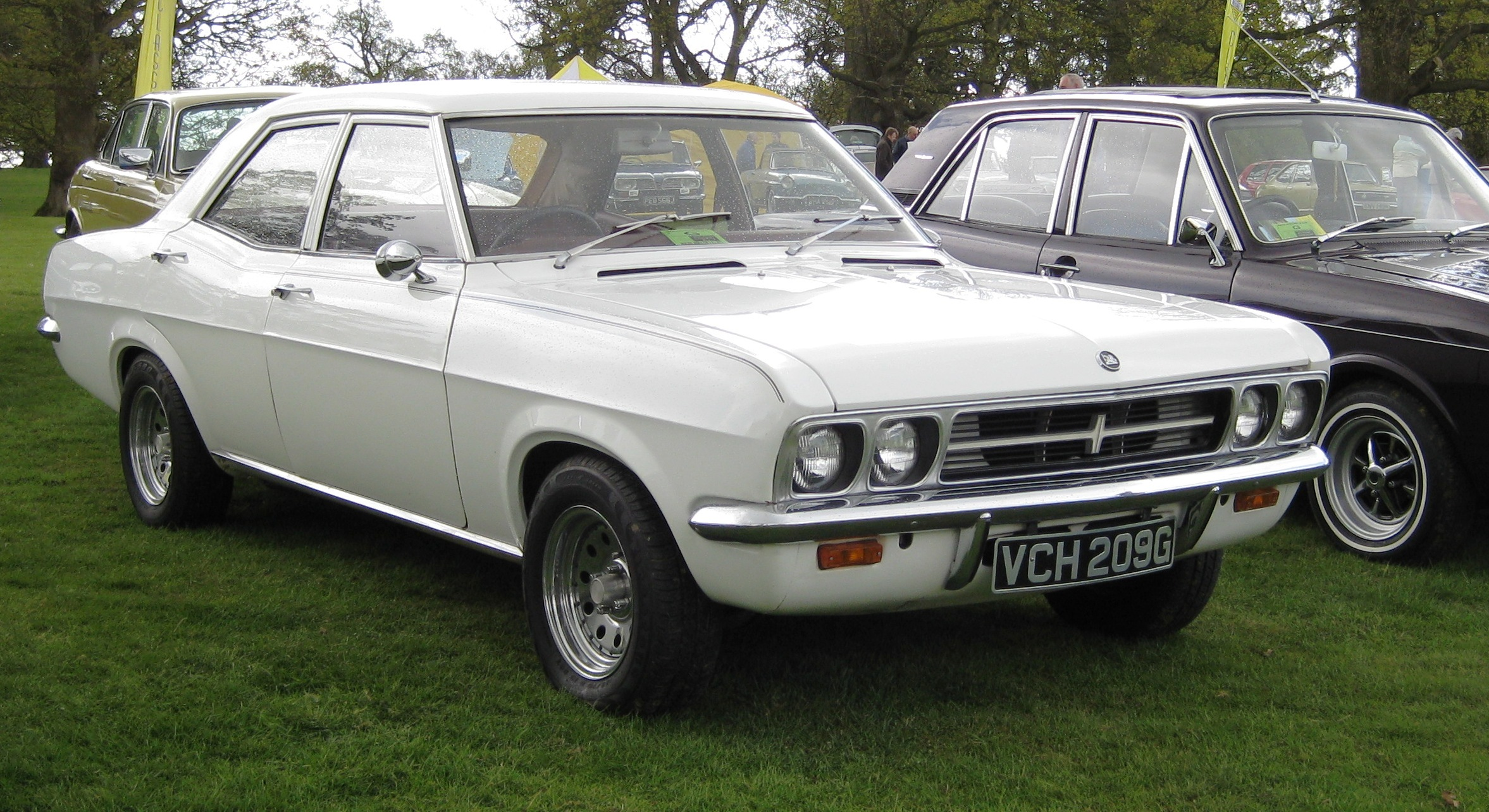
Una Vauxhall Victor VX 4/90 del 1968

La nuova serie della Victor, la FD, fu lanciata sui mercati durante una crisi di valuta e in un momento in cui erano frequenti, nel Regno Unito, le agitazioni sindacali. Ciò comportò l'aumento dei prezzi ed il calo della qualità delle vetture prodotte.
Vennero introdotti due nuovi motori da 1.599 cm³ e 1.975 cm³ a valvole in testa che però soffrirono fin dall'inizio di alcuni problemi meccanici. Le sospensioni prevedevano un assale rigido, dei bracci longitudinali, una barra Panhard e delle molle elicoidali, che sostituirono le tradizionali balestre ed i doppi bracci oscillanti. La FD poteva essere ordinata con sedili singoli sia anteriori che posteriori. I cambi disponibili furono quattro. Furono infatti offerti dei cambi manuali a tre o quattro rapporti, e dei cambi automatici a tre rapporti. Per quanto riguarda questi ultimi, fino al 1969 sui motori a quattro cilindri venne montato il cambio Borg-Warner a tre rapporti, mentre la trasmissione Powerglide fu offerta dal 1968 sui motori a sei cilindri, mentre fu installato su tutti i modelli a partire dal 1969.
Nel febbraio del 1968 la Vauxhall lanciò la Ventora, che era sostanzialmente una Victor FD a cui era installato il motore a sei cilindri da 3,3 L che era utilizzato sulle Cresta e Viscount. La Ventora offriva un propulsore che erogava 123 CV, quindi un valore di potenza nettamente superiore a quello sviluppato dal motore da 2 L della Victor (88 CV). Queste prestazioni premettevano alla Ventora di non avere concorrenti diretti sul mercato britannico, perlomeno considerando la fascia di prezzo (nel febbraio del 1968 la Ventora costava 1.102 sterline). Gli interni della Ventora erano ricchi e nella strumentazione era compreso il contagiri. Esteriormente, la Ventora era riconoscibile dagli pneumatici più larghi e dalla calandra particolare. La Victor e la Ventora si differenziavano anche dal peso. La prima infatti pesava 1.052 kg, mentre la seconda 1.158 kg.
Il maggio del 1968 vide il ritorno della versione familiare, ora basata sulle specifiche della Victor FD. Sulla familiare era possibile avere, similmente che sulla berlina, il motore da 1.599 cm³ oppure il propulsore 1.975 cm³. In aggiunta, era possibile ordinare anche il motore da 3.294 cm³ che era offerto sulla Vauxhall Cresta. La Victor familiare con il motore da 3.294 cm³ era la sola Victor con propulsore a sei cilindri offerta nel Regno Unito, sebbene la Ventora fosse sostanzialmente una Victor berlina con motore a sei cilindri, anche se possedeva un altro nome. Come sulla FD berlina, anche sulla Victor FD familiare era offerta di serie una trasmissione manuale a tre rapporti con leva sul piantone dello sterzo. Un cambio manuale a quattro rapporti con leva montata sul pavimento era disponibile tra gli optional per le versioni con motore a quattro cilindri, mentre era incluso nell'equipaggiamento standard della Victor quando il modello aveva installato il motore da 3.294 cm³.
Le vendite della Victor FD furono inferiori a quelle della Victor FC sebbene la prima fosse stata in produzione per un periodo di tempo più lungo rispetto alla seconda. I bassi volumi produttivi furono la conseguenza di un lungo sciopero dei lavoratori della Vauxhall che avvenne nel 1970 e l'abbandono di alcuni mercati dove la Victor era esportata, come in Canada, oppure prodotta, come in Nuova Zelanda.
La Victor FD era disponibile in Nuova Zelanda con il motore da 3,3 L, dove era venduta con il nome di Victor 3300 (più tardi 3300SL). Era possibile anche ottenerla con i motori da 1,6 L e 2 L. Erano principalmente offerte le berline, dato che le familiari erano raramente ordinate. I cambi disponibili erano due, una trasmissione manuale a quattro rapporti oppure un cambio automatico Powerglide a due marce. La Victor neozelandese possedeva la calandra della Ventora. Verso la fine della produzione, fu disponibile il cambio Holden Trimatic. Era possibile ordinare sia sedili singoli che a divanetto.
Derivata dalla Ventora fu la concept car Black Prince, che venne costruita dalla Gordon-Keeble nel 1971. Il modello utilizzava il telaio della Victor FD ed aveva installato un motore Chevrolet V8 da 5,4 L di cilindrata, un cambio ZF a cinque rapporti ed un differenziale a scorrimento limitato. Nel 1972 fu lanciata sui mercati.
Anche per questa serie di Victor fu commercializzata la versione VX4/90.

## La Victor FE e VX4/90 (1972–1976)

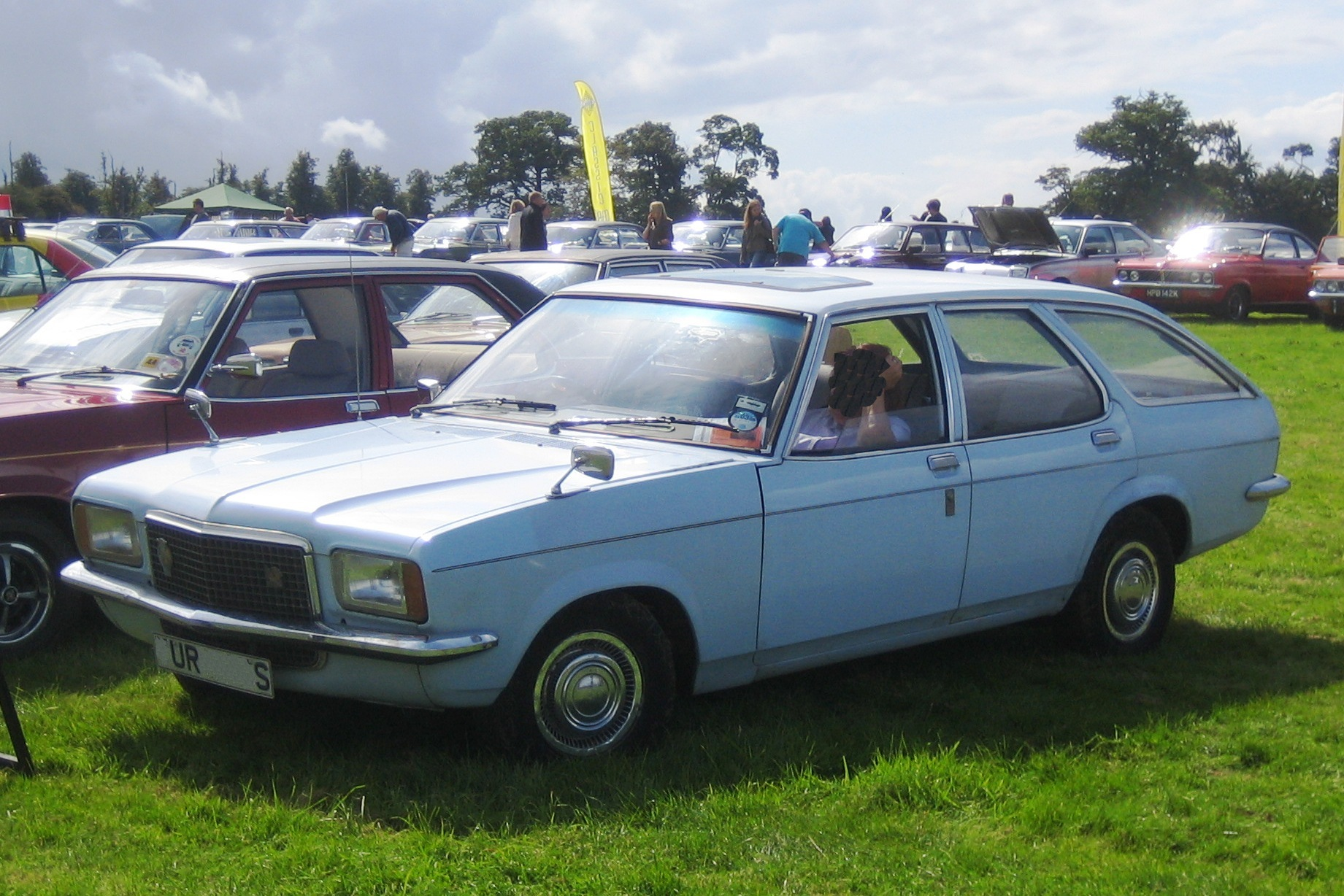
Una Vauxhall Victor FE familiare

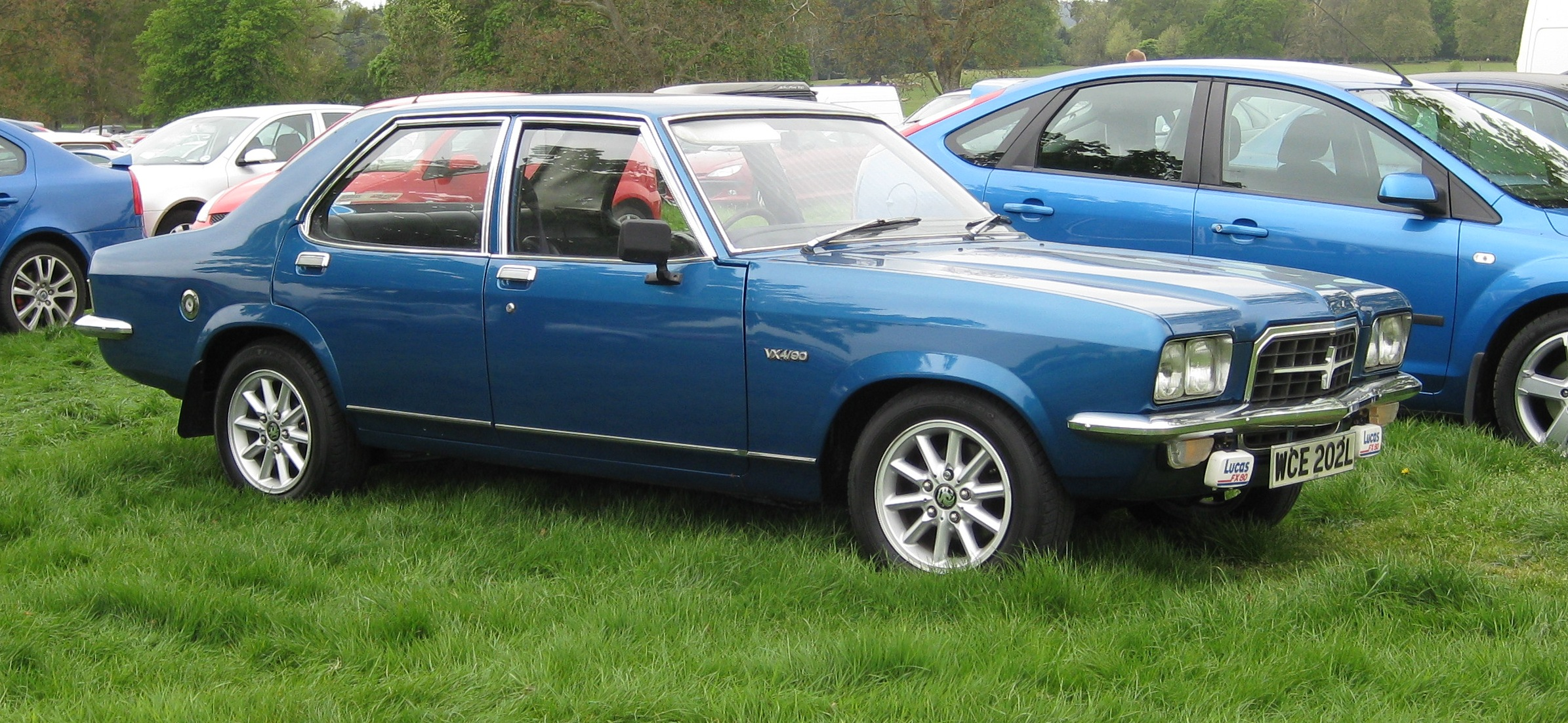
Una Victor FE VX4/90.

L'ultima serie della Victor, la FE, venne lanciata nel marzo del 1972 e fu in produzione fino al 1976. La nuova Victor era leggermente più grande rispetto alla serie precedente, e ciò si tradusse anche in un maggior spazio nell'abitacolo. La versione familiare possedeva una distribuzione del peso che era 50/50.
Di serie era installato un cambio manuale a quattro rapporti, il quale era già stato offerto sulla serie precedente, ma tra le opzioni. Era disponibile, come optional, anche il cambio automatico. L'offerta prevedeva tre motori che avevano una cilindrata, rispettivamente, di 1.759 cm³, 2.279 cm³ e 3.294 cm³. I primi due erano a quattro cilindri in linea con distribuzione monoalbero, mentre l'ultimo possedeva una configurazione, sempre in linea, ma da sei cilindri. Il motore da 3,3 L era a valvole in testa. Questi motori derivavano da quelli della serie precedente. Rispetto a questi ultimi, vennero però ingranditi. Per un breve periodo, il motore a sei cilindri fu utilizzato sulla Ventora e sulla 3300SL.
Lo schema generale delle sospensioni rimase quasi invariato. I cambiamenti compresero l'installazione di una barra antirollio. Inoltre, le sospensioni posteriori furono modificate per compensare la tendenza del modello a sottosterzare. Lo sterzo era a cremagliera, mentre la linea ricordava parecchio quella della Opel Rekord D.
Anche questa serie di Victor fu disponibile nella versione VX4/90.
La Victor FE fu tra le ultime Vauxhall ad avere un progetto proprio, cioè indipendente dai modelli Opel. Infatti, a causa della crisi energetica del 1973, del calo delle esportazioni e del peggioramento dell'immagine della Vauxhall che coinvolse il marchio durante gli anni settanta, le vendite della FE crollarono a 55.000 esemplari. Ciò portò la General Motors a cambiare strategia, legando il marchio Vauxhall sempre di più alla Opel. La Victor FE fu poi rinominata, nel 1976, Vauxhall VX.

## La Vauxhall VX (1976–1978)
Nel 1976 la Victor FE, in occasione di un aggiornamento stilistico e tecnico, cambiò nome in "VX". La VX era riconoscibile dalla nuova calandra e dai fanali rinnovati, nonché dai nuovi interni.. In particolare la VX era disponibile in due versioni, il cui nome era associato al motore montato. Erano infatti offerte la VX1800 e la VX2300. Quest'ultima sostituì la Ventora come vettura ammiraglia del marchio. Prima della Ventora, l'ammiraglia della Vauxhall era la Cresta, che uscì di produzione nel 1972.
I miglioramenti degli interni sulla VX non si fermavano ai materiali, ma coinvolsero anche la strumentazione. Nell'equipaggiamento di serie ora erano anche comprese le cinture di sicurezza. Per quanto riguarda i motori, essi derivavano da quelli installati sulla Victor. Furono però aggiornati, ed il motore da 1,8 L ora erogava 88 CV contro i 77 CV del propulsore della Victor. I cambiamenti portarono ad un aumento del peso del motore, ma senza penalizzare le prestazioni. I modelli che avevano installato il motore da 1,8 L erano infatti in grado di raggiungere la velocità massima di 161 km/h, contro i 143 km/h degli omologhi modelli Victor.
Dopo l'uscita di scena della Cresta, l'ultimo modello Vauxhall a montare un motore a sei cilindri fu la Ventora. La VX non ereditò però questo propulsore, e montò solo motori a quattro cilindri.
Venne reintrodotta la VX 4/90. Questa volta però il modello sportivo derivava dalla VX. Esso montava un cambio Getrag a cinque rapporti ed inizialmente venne destinato esclusivamente alle esportazioni in Europa. La VX 4/90 aveva in dotazione una versione modificata del motore da 2,3 L, che comprendeva un carburatore doppio corpo e che sviluppava 116 CV di potenza. Venne anche realizzato un prototipo con motore ad iniezione, ma non andò mai in produzione di serie. Il modello era dotato fari anteriori alogeni e di fendinebbia. Inoltre, venne migliorato l'isolamento acustico grazie all'installazione di materiale fonoassorbente aggiuntivo. I finestrini laterali vennero oscurati, mentre i colori disponibili per la carrozzeria erano quattro.
Nel 1978 la VX uscì di produzione, venendo sostituita dalla Vauxhall Carlton.

## La "Big Bertha" e la "Baby Bertha"
Una versione speciale della Victor è stata costruita nel 1974 come esemplare one-off. Venne soprannominata "Big Bertha" e montava un motore V8 da 5 L. Fu impiegata nelle competizioni con poco successo. Infatti, il modello era troppo pesante ed aveva problemi di maneggevolezza. Nelle gare fu generalmente guidato da Gerry Marshall.
Dopo questi risultati deludenti, la Vauxhall decise di costruire un nuovo modello. Questa nuova vettura derivò dalla Big Bertha, ma fu realizzata su un telaio più corto. Il motore installato fu quello della Big Bertha. Il nuovo modello, soprannominato "Baby Bertha", ebbe invece successo nelle competizioni e dominò le gare fino al 1977, cioè fino al ritiro della Vauxhall dalle piste.